# Rocas Foca (Las Llaves)
Las rocas Foca o rocas de la Foca (en inglés: Seal Rocks) son un grupo de islotes del noroeste del archipiélago de las Malvinas, que forman parte de las "islas Las Llaves" y se encuentran entre la isla Chata y la isla Afelpada del Norte, situándose al norte de la isla Pan de Azúcar.